# Ladro di Joule

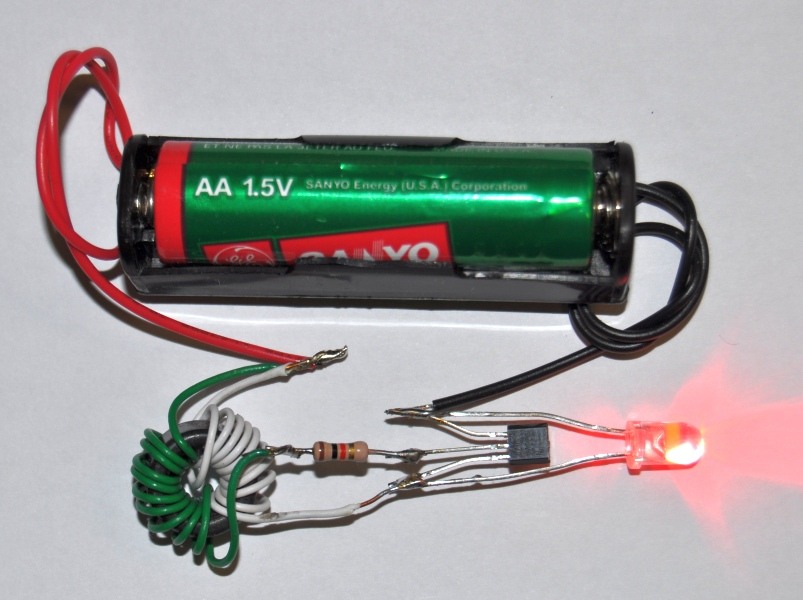
Generico ladro di Joule convenzionale che ne mostra i componenti e come sono cablati tra loro (l'esempio usa un LED rosso). Un toroide di ferrite è avvolto a formare una bobina con l'avvolgimento primario (bianco) e la retroazione (verde). Un transistor PN2222A e una resistenza da 1 kΩ completano il circuito.

Il ladro di Joule è un circuito elettronico analogico elevatore di tensione in corrente continua (convertitore boost) minimale. Si compone infatti di soli cinque componenti: l'alimentazione da 1,5 V o meno, un resistore, un transistor, un LED ed un nucleo toroidale in ferrite.
Il LED bianco necessita di almeno 3,2 V per accendersi. Questo circuito funge da elevatore di tensione.
Il nome ladro di Joule è dato dal fatto che la pila che lo alimenta tende ad essere prosciugata fino alla tensione di saturazione VCE(sat) del transistor, solitamente a 0,4 V. Usando un transistor con una VCE(sat) più bassa, la pila tenderà a scaricarsi fino a quel valore.

Esempio di circuito ladro di Joule che pilota un LED. La bobina consiste in un toroide di ferrite standard ferrite toroid core con due avvolgimenti bifilari di 20 spire ognuno con diametro del filo di 0,15 mm (0,006 inch) (38 swg) (34-35 AWG). Il circuito può utilizzare una tensione di ingresso di 0,35 V e può funzionare per settimane usando una LR6/AA da 1,5 V. La tensione della batteria è solitamente di 1,5 V. Il resistore è ~1 kΩ, 1/4 W. Il transistor può essere un BC547B, 2SC2500, BC337, PN2222, 2N4401, MPSA06 o altri NPN. V_{ceo} = 30 V, P = 0,625 W. Un LED con V_{f} = 3,2 V può essere usato.

## Storia
Nell'edizione del Novembre 1999 sulla rivista Everyday Practical Electronics (EPE) venne pubblicato un semplice circuito da Z. Kaparnik che consisteva in un trasformatore retroazionato con singolo transistor.
Il circuito ladro di Joule è basato su un oscillatore bloccato, che usa una valvola / valvola termoionica e datato a prima della seconda guerra mondiale. Il nome ladro di Joule era originariamente dato al circuito che consisteva in una singola pila, un singolo transistor, una bobina con due avvolgimenti, un singolo resistore (tipicamente 1 kΩ), ed un singolo LED. Il nome prese piede divenendo popolare, e da allora altri hanno preso in prestito il nome ladro di Joule e lo hanno applicato ad altri circuiti. Tuttavia questi altri circuiti non sono dei veri circuiti ladro di Joule.

## Principio di funzionamento
Inizialmente il transistor è interdetto. Consideriamo come avvolgimento primario quello collegato al collettore del transistor T e come secondario quello collegato alla base. La corrente iniziale IB = (UBatt-VBE)/R che scorre attraverso R, il secondario di Tr e la giunzione BE di T, manda in conduzione e quindi in saturazione T. Sul collettore di T si stabilisce una tensione VCEsat di pochi decimi di Volt, mentre sul primario di Tr ci sarà una tensione molto vicina a quella di alimentazione UBatt, UBatt - VCEsat. Attraverso il LED D non scorre alcuna corrente perché la tensione VCEsat ai suoi capi è ancora troppo bassa. La tensione sul primario di Tr induce una tensione identica sul secondario, dato il rapporto di trasformazione 1:1. Osservando la disposizione dei puntini che indicano i versi delle tensioni in fase tra loro, se sull'avvolgimento primario il terminale senza puntino si trova ad una tensione più alta rispetto a quello con il puntino, la stessa cosa avverrà sul secondario attraverso cui scorre la corrente di base. Quindi la tensione sul secondario andrà a sommarsi a quella di alimentazione e la corrente IB che scorre sulla base di T sarà pari a (UBatt+UBatt-VCEsat-VBE)/R, maggiore di quella che si avrebbe senza la reazione positiva appena descritta.
Attraverso il primario di Tr ed il collettore di T scorre una corrente IC che cresce linearmente con il tempo, con una velocità inversamente proporzionale all'induttanza L del primario e direttamente proporzionale alla tensione ai capi del primario. Tale crescita non può protrarsi all'infinito, perché prima o poi interverrà o la limitazione sulla corrente di collettore imposta dalla corrente di base IB o la saturazione del nucleo magnetico di Tr. Quale che sia il fenomeno, la riduzione nella velocità di crescita del flusso magnetico produrrà una riduzione nella tensione indotta sul secondario e di conseguenza un abbassamento della corrente di base IB. Tale riduzione andrà ad accelerare la riduzione nella corrente IC fino a ritornare all'interdizione iniziale di T. Mentre la corrente di collettore subisce una diminuzione, la corrente che scorre sul primario non può subire lo stesso brusco cambiamento (extracorrente di apertura) a causa dell'energia accumulata nell'induttanza L. La rampa negativa sulla corrente di collettore induce sul primario una tensione di valore opposto rispetto a quella iniziale. Se con la rampa positiva il pallino si trovava ad una tensione più bassa rispetto alla tensione di alimentazione, con la rampa negativa avverrà il contrario ed a quel punto il LED D verrà ad essere alimentato da una tensione superiore a quella di Ubatt, sufficiente ad accenderlo.
In linea teorica non c'è alcun limite al valore che potrebbe raggiungere la tensione sul collettore di T nel momento in cui l'energia accumulata si riversa sul carico D. Di fatto un diodo LED in conduzione limita tale valore a pochi Volt, a seconda delle caratteristiche dello stesso.  

## Costruzione
I componenti sono di facile reperibilità, il nucleo toroidale per il trasformatore può essere prelevato da una lampada a basso consumo CFL, il filo di rame smaltato anche. È sufficiente disassemblare l'induttanza presente nella CFL. Anche il transistor presente nella CFL funge bene per lo scopo. La resistenza da 1 kΩ (marrone, nero rosso) è presente. La costruzione in aria, cioè senza circuito stampato è fattibile.

## Usi
Data la sua capacità di funzionamento a bassa tensione, si ferma solo quando raggiunge la Vce del transistor sottraendo energia alla batteria fino a quel valore, può essere usato insieme alle celle fotovoltaiche come elevatore di tensione quando queste sono poco irradiate dalla luce e quindi hanno una bassa tensione, aumentando il recupero dell'energia dalle stesse.